# روبرت بيتر بروكس
روبرت بيتر بروكس (بالإنجليزية: Robert Angus Brooks)‏ هو لغوي أمريكي، ولد في 16 أكتوبر 1920 في كلكتا في الهند، وتوفي في 1 أبريل 1976.